# Pferdeschlitten

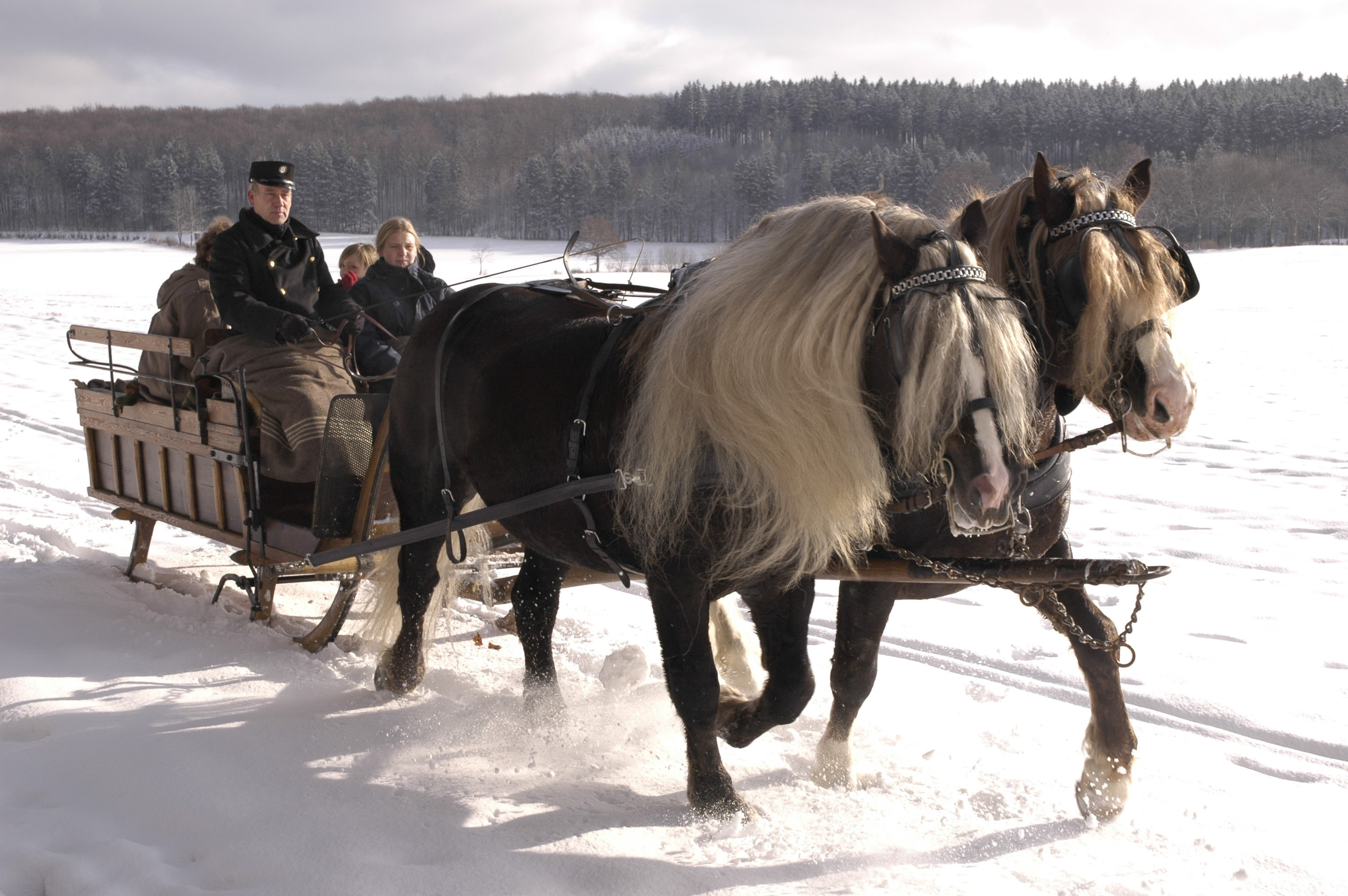
Pferdeschlitten auf der schwäbischen Alb

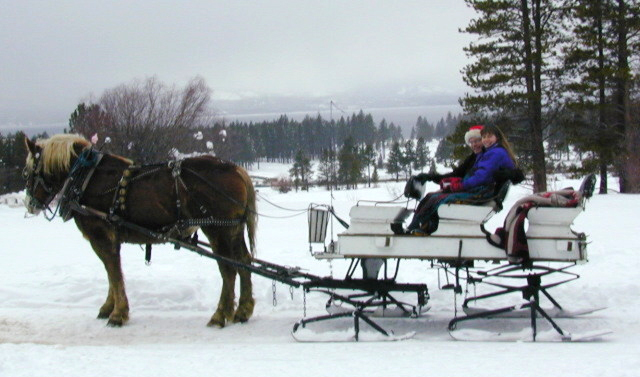
Amerikanischer Pferdeschlitten

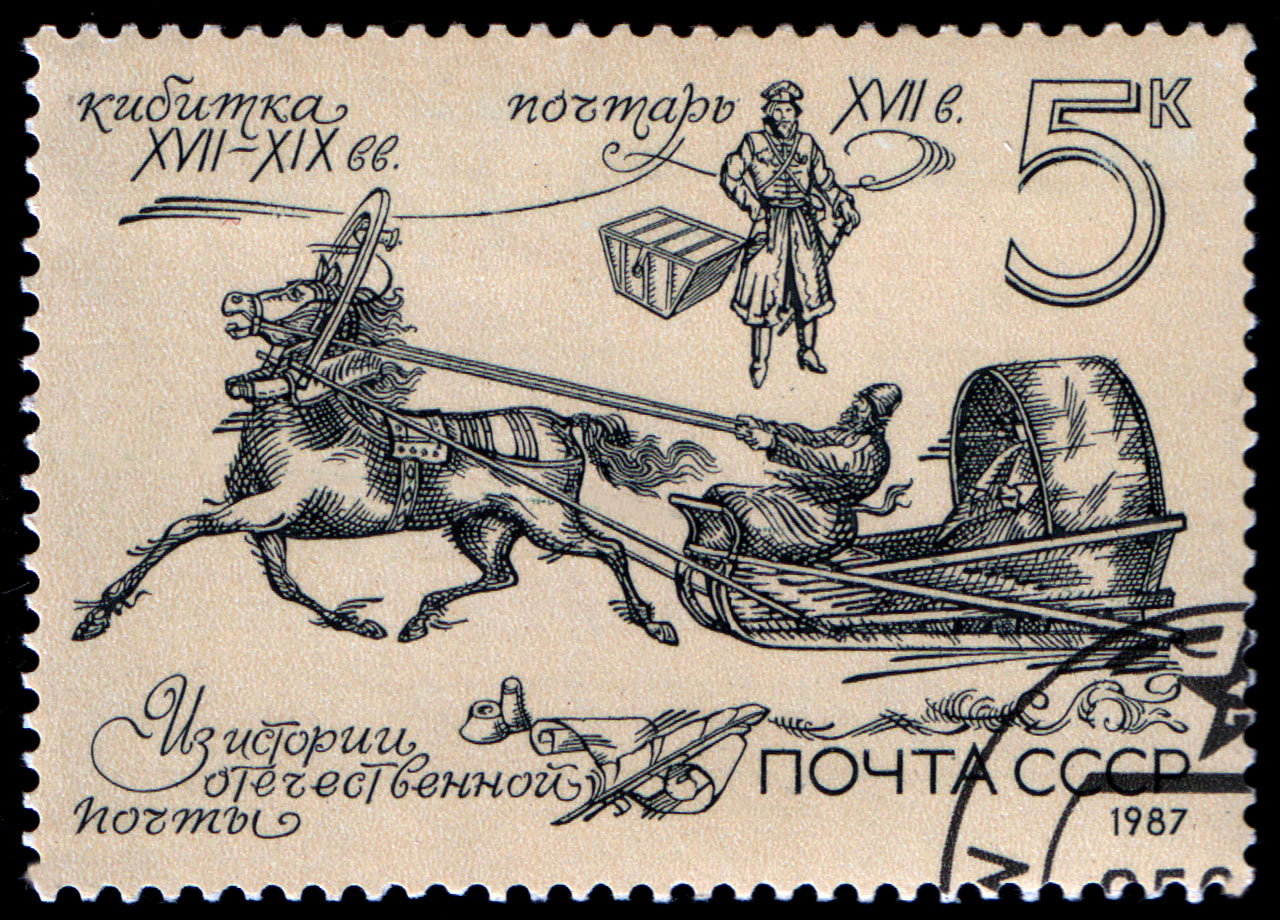
Russischer Pferdeschlitten zum Transport der Paketpost, 18. Jahrhundert

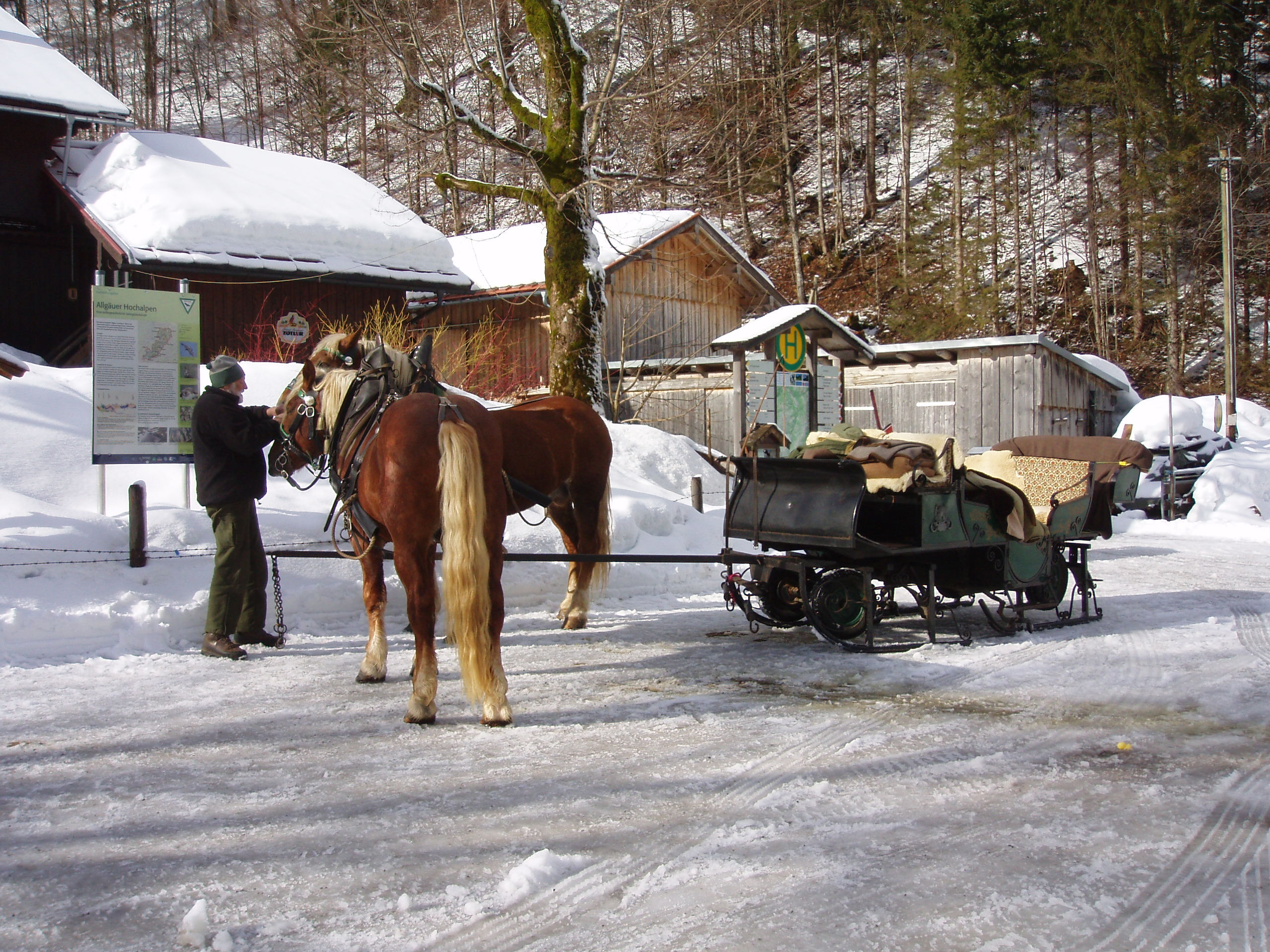
Kombination aus Kufen und Rädern

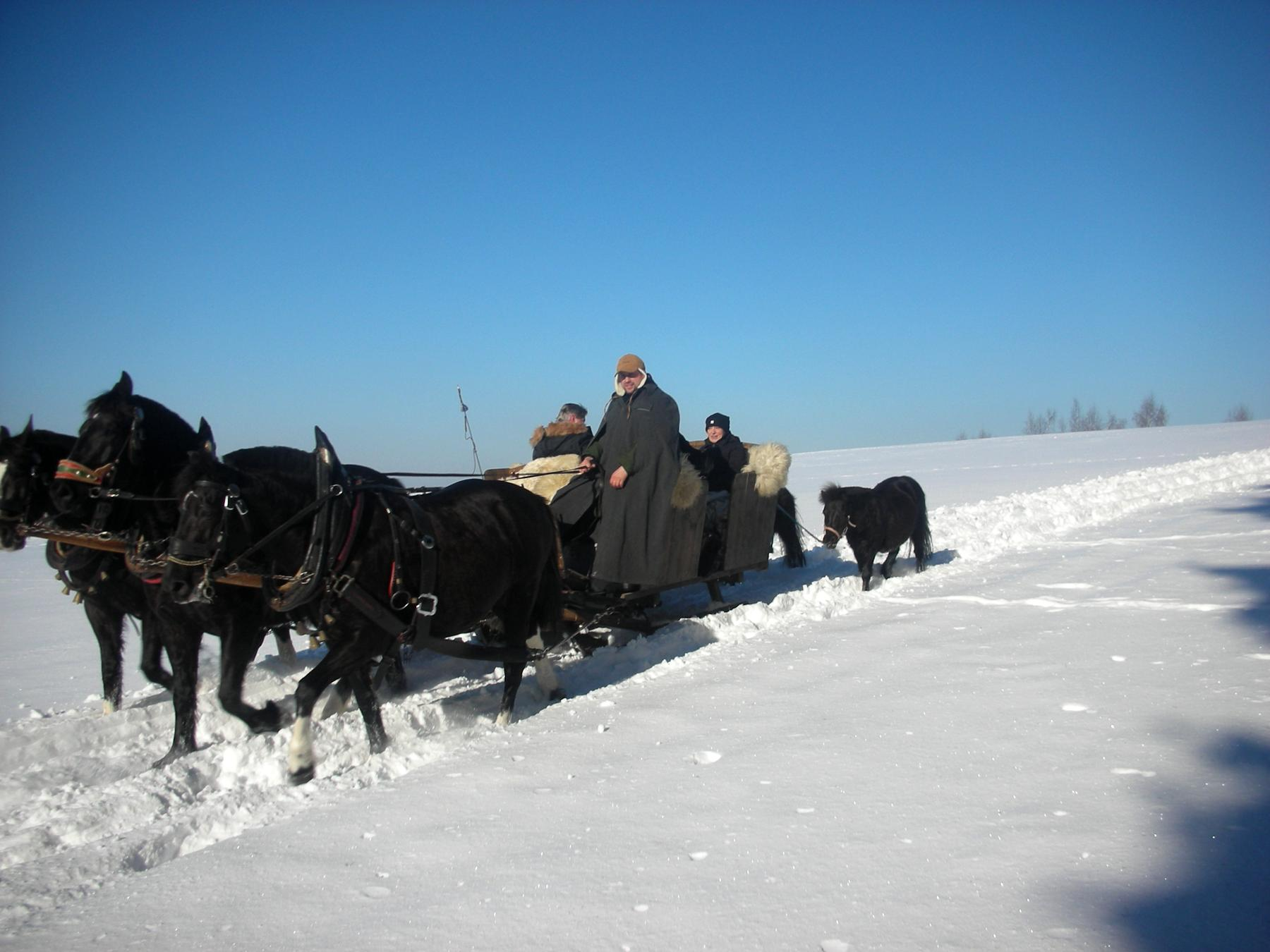
Pferdeschlitten für Touristen

Als Pferdeschlitten bezeichnet man ein von Pferden gezogenes Kufenfahrzeug.
Pferdeschlitten werden heute meist als Sport- oder Freizeitgeräte eingesetzt, vor allem in schneereichen Ländern werden Pferdeschlittenrennen veranstaltet. In Österreich wurden diese vor allem am Land durchgeführt und als Gasselfahren bezeichnet. Mancherorts wurde diese Tradition wiederbelebt.
In Wintersportorten kommen Pferdeschlitten zum Personentransport zum Einsatz.
Früher wurden die Pferdeschlitten bei entsprechender Schneelage vor allem in der Landwirtschaft zum Holztransport, gelegentlich auch anstelle des Pferdewagens zum Transport von Heu und Stroh von Feldstadeln zum Hof verwendet. Zum Personentransport kamen Schlitten weniger zum Einsatz. Berühmt ist König Ludwig II. von Bayern als einsamer Schlittenfahrer in der Winternacht.
In Nordamerika sieht man Schlitten mit Blattfedern, geteilten, skiartigen Kufen und einem Drehkranz. In Europa gibt es fast nur Schlitten mit der seit Jahrhunderten üblichen ungefederten Konstruktion mit zwei durchgehenden Metallkufen. Häufig wird sie jedoch durch einen Satz Räder ergänzt. Je nach Schneelage kann dann zwischen Kutsch- und Schlittenbetrieb umgestellt werden.